# Европско првенство у атлетици у дворани 2011 — 1.500 метара за мушкарце
Такмичење у тркачкој дисциплини на 1.500 метара у мушкој конкуренцији на Европском првенству у атлетици 2011. у Паризу одржано је 5. марта (квалификације) а 6. марта (финале).
Титулу освојену у Торино 2009, није бранио Руи Силва из Португалије.

## Сатница
| Датум   | Време |               |
| ------- | ----- | ------------- |
| 5. март | 14:30 | Квалификације |
| 6. март | 16:20 | Финале        |

## Земље учеснице
Учествовало је 25 такмичара из 15 земаља.
1. Аустрија (1)
2. Белгија (1)
3. Естонија  (1)
4. Мађарска (1)
5. Немачка  (3)
6. Пољска (3)
7. Португалија (1)
8. Србија (1)
9. Турска (1)
10. Уједињено Краљевство (2)
11. Украјина (1)
12. Француска (2)
13. Холандија (3)
14. Чешка  (1)
15. Шпанија (3)

## Рекорди
| Рекорди пре почетка Европског првенства 2011. | Рекорди пре почетка Европског првенства 2011. | Рекорди пре почетка Европског првенства 2011. | Рекорди пре почетка Европског првенства 2011. | Рекорди пре почетка Европског првенства 2011. |
| --------------------------------------------- | --------------------------------------------- | --------------------------------------------- | --------------------------------------------- | --------------------------------------------- |
| Светски рекорд                                | Хишам ел Геруж · Мароко                       | 3:31,18                                       | Штутгарт, Немачка                             | 2. фебруар 1997.                              |
| Европски рекорд                               | Андрес Мануел Дијаз · Шпанија                 | 3:33,32                                       | Пиреј, Грчка                                  | 24. фебруар 1999.                             |
| Рекорди европских првенстава                  | Иван Хешко · Украјина                         | 3:36,70                                       | Мадрид, Шпанија                               | 6. март 2005.                                 |
| Најбољи светски резултат сезоне у дворани     | Огастин Кипроно Чоге · Кенија                 | 3:33,23                                       | Бирмингем, Уједињено Краљевство               | 19. фебруар 2011.                             |
| Најбољи европски резултат сезоне у дворани    | Мехди Бала · Француска                        | 3:35,97                                       | Карсруе, Немачка                              | 13. фебруар 2011.                             |

## Најбољи европски резултати у 2011. години
Десет најбољих европских атлетичара на 1.500 метара у дворани 2011. године пре почетка првенства (4. марта 2011), имали су следећи пласман на европској и светској ранг листи. (СРЛ),
| 1.  | Мехди Бала             | Француска        | 3:35,97 | 13. фебруар | 8. СРЛ  |
| 2.  | Јоан Ковал             | Француска        | 3:38,07 | 5. фебруар  | 13. СРЛ |
| 3.  | Колин Макурт           | Велика Британија | 3:38,71 | 19. фебруар | 19. СРЛ |
| 4.  | Бартош Новицки         | Пољска           | 3:38,90 | 13. фебруар | 20. СРЛ |
| 5.  | Kristof Van Malderen   | Белгија          | 3:39,03 | 8. фебруар  | 21. СРЛ |
| 6.  | Andrew Baddeley        | Велика Британија | 3:39,16 | 13. фебруар | 22. СРЛ |
| 7.  | Олександр Борисјук     | Украјина         | 3:39,72 | 16. фебруар | 23. СРЛ |
| 8.  | Алваро Родригез Мелеро | Шпанија          | 3:39,85 | 5. фебруар  | 25. СРЛ |
| 9.  | Карстен Шланген        | Немачка          | 3:39,92 | 5. фебруар  | 26. СРЛ |
| 10. | Кристоф Лозе           | Немачка          | 3:39,96 | 11. фебруар | 27. СРЛ |

Такмичари чија су имена подебљана учествовали су на ЕП 2011.

## Освајачи медаља
|                        |                       |                        |
| Мануел Олмедо, Шпанија | Кемал Којунџу, Турска | Бартош Новицки, Пољска |

## Резултати

### Квалификације
Такмичари су били подељени у тру групе. У Финале су се пласирала по двојица првопласираних из сваке групе (КВ) и 3 на основу постигнутог резултата (кв), пласирали су се у финале.
| Плас. | Група | Такмичар             | Земља                | Време   | Белешка |
| ----- | ----- | -------------------- | -------------------- | ------- | ------- |
| 1.    | 1     | Мануел Олмедо        | Шпанија              | 3:43,51 | КВ, ЛРС |
| 2.    | 1     | Кемал Којунџу        | Турска               | 3:43,57 | КВ, ЛР  |
| 3.    | 1     | Бартош Новицки       | Пољска               | 3:43,75 | кв      |
| 4.    | 1     | Горан Нава           | Србија               | 3:43,78 | кв      |
| 5.    | 1     | Жамал Арас           | Француска            | 3:45,16 | кв      |
| 6.    | 1     | Wouter de Boer       | Холандија            | 3:45,79 | ЛР      |
| 7.    | 3     | Карстен Шланген      | Немачка              | 3:47,06 | КВ      |
| 8.    | 2     | Дијего Руиз          | Шпанија              | 3:47,32 | КВ      |
| 9.    | 2     | Јакуб Холуша         | Чешка                | 3:47,39 | КВ      |
| 10.   | 1     | Флоријан Орт         | Немачка              | 3:47,47 |         |
| 11.   | 3     | Хуан Карлос Игеро    | Шпанија              | 3:47,50 | КВ      |
| 12.   | 2     | Матеуш Демчишак      | Пољска               | 3:47,67 |         |
| 13.   | 3     | Олександр Борисјук   | Украјина             | 3:47,84 |         |
| 14.   | 3     | René Stokvis         | Холандија            | 3:48,27 |         |
| 15.   | 3     | Јоан Ковал           | Француска            | 3:48,51 |         |
| 16    | 2     | Кристоф Лозе         | Немачка              | 3:48,52 |         |
| 17.   | 3     | Адам Червински       | Пољска               | 3:48.55 |         |
| 18.   | 2     | Nick McCormick       | Уједињено Краљевство | 3:48,65 |         |
| 19.   | 2     | Ate van der Burgt    | Холандија            | 3:48,97 |         |
| 20.   | 2     | Хелио Гомес          | Португалија          | 3:49,22 |         |
| 21.   | 1     | Андреас Војта        | Аустрија             | 3:49,24 |         |
| 22.   | 2     | Kristof Van Malderen | Белгија              | 3:49,85 |         |
| 23.   | 3     | Роман Фости          | Естонија             | 3:49,98 |         |
| 24.   | 3     | Барнабаш Бене        | Мађарска             | 3:50,24 |         |
| 25    | 1     | Колин Макурт         | Уједињено Краљевство | 3:52,56 |         |

### Финале
| Плас. | Стаза | Такмичар          | Земља     | Време   | Белешка |
| ----- | ----- | ----------------- | --------- | ------- | ------- |
|       | 5     | Мануел Олмедо     | Шпанија   | 3:41,03 | ЛРС     |
|       | 4     | Кемал Којунџу     | Турска    | 3:41,18 | НР      |
|       | 9     | Бартош Новицки    | Пољска    | 3:41,48 |         |
| 4     | 6     | Карстен Шланген   | Немачка   | 3:41,55 |         |
| 5     | 7     | Јакуб Холуша      | Чешка     | 3:41,57 | ЛРС     |
| 6     | 8     | Хуан Карлос Игеро | Шпанија   | 3:42,29 | ЛРС     |
| 7     | 2     | Горан Нава        | Србија    | 3:42,37 | ЛРС     |
| 8     | 1     | Жамал Арас        | Француска | 3:44,08 |         |
| 9     | 3     | Дијего Руиз       | Шпанија   | 3:51,67 |         |

### Пролазна времена у финалу
| Дистанца | Атлетичар     | Држава | Време   |
| -------- | ------------- | ------ | ------- |
| 400 м    | Кемал Којунџу | Турска | 57,57   |
| 800 м    | Кемал Којунџу | Турска | 1:58,78 |
| 1.200 м  | Кемал Којунџу | Турска | 259,03  |